# World Cup 1982 (Tischtennis)
| 1981 ← World Cup → 1983 | 1981 ← World Cup → 1983               |
| ----------------------- | ------------------------------------- |
|                         | Männer                                |
| Datum                   | 05.10.–09.10.                         |
| Ort                     | Hongkong                              |
| Auflage                 | 3                                     |
| Sieger                  | Guo Yuehua Mikael Appelgren Xie Saike |

Der Tischtennis-World Cup 1982 fand in seiner 3. Austragung vom 5. bis 9. Oktober in Hongkong statt. Es gab nur einen Wettbewerb für Männer. Gold ging an Guo Yuehua aus China.

## Modus
An dem Wettbewerb nahmen 16 Sportler teil, die auf vier Gruppen mit je vier Sportlern aufgeteilt wurden. Die Gruppenersten und -zweiten rückten in die im K.o.-Modus ausgetragene Hauptrunde vor. Die Halbfinal-Verlierer trugen ein Spiel um Platz 3 aus, die Viertelfinalverlierer spielten um die Plätze 5–8, die Gruppendritten um die Plätze 9–12 und die Gruppenletzten um die Plätze 13–16. Gespielt wurde mit zwei Gewinnsätzen, in der Hauptrunde mit drei Gewinnsätzen.

## Teilnehmer
| Platz | Name             | TN |
| ----- | ---------------- | -- |
| 1     | Guo Yuehua       | 3  |
| 2     | Mikael Appelgren | 2  |
| 3     | Xie Saike        | 2  |
| 4     | István Jónyer    | 2  |
| 5     | Park Lee Hee     | 2  |
| 6     | Chiu Man Kuen    | 2  |
| 7     | Eric Boggan      | 2  |
| 8     | Seiji Ono        | 3  |
| 9     | Vong Iu Veng     | 1  |
| 10    | Jacques Secrétin | 1  |
| 11    | Gábor Gergely    | 2  |
| 12    | Milan Orlowski   | 3  |
| 13    | Desmond Douglas  | 1  |
| 14    | Andrzej Grubba   | 2  |
| 15    | Paul Pinkewich   | 3  |
| 16    | Juan Vila        | 1  |

## Gruppenphase

### Gruppe 1
|              | Ergebnis |                |
| ------------ | -------- | -------------- |
| Guo Yuehua   | 2:0      | Seiji Ono      |
| Guo Yuehua   | 2:0      | Vong Iu Veng   |
| Guo Yuehua   | 2:0      | Andrzej Grubba |
| Seiji Ono    | 2:1      | Vong Iu Veng   |
| Seiji Ono    | 2:0      | Andrzej Grubba |
| Vong Iu Veng | 2:0      | Andrzej Grubba |

| Platz | Spieler        | Spiele | Sätze | Punkte |
| ----- | -------------- | ------ | ----- | ------ |
| 1     | Guo Yuehua     | 3      | 6:0   | 6      |
| 2     | Seiji Ono      | 3      | 4:3   | 5      |
| 3     | Vong Iu Veng   | 3      | 3:4   | 4      |
| 4     | Andrzej Grubba | 3      | 0:6   | 3      |

### Gruppe 2
|               | Ergebnis |               |
| ------------- | -------- | ------------- |
| Xie Saike     | 2:0      | Eric Boggan   |
| Xie Saike     | 2:0      | Gábor Gergely |
| Xie Saike     | 2:0      | Juan Vila     |
| Eric Boggan   | 2:1      | Gábor Gergely |
| Eric Boggan   | 2:0      | Juan Vila     |
| Gábor Gergely | 2:0      | Juan Vila     |

| Platz | Spieler       | Spiele | Sätze | Punkte |
| ----- | ------------- | ------ | ----- | ------ |
| 1     | Xie Saike     | 3      | 6:0   | 6      |
| 2     | Eric Boggan   | 3      | 4:3   | 5      |
| 3     | Gábor Gergely | 3      | 3:4   | 4      |
| 4     | Juan Vila     | 3      | 0:6   | 3      |

### Gruppe 3
|                  | Ergebnis |                 |
| ---------------- | -------- | --------------- |
| Mikael Appelgren | 2:0      | Chiu Man Kuen   |
| Mikael Appelgren | 2:0      | Milan Orlowski  |
| Mikael Appelgren | 2:0      | Desmond Douglas |
| Chiu Man Kuen    | 1:2      | Milan Orlowski  |
| Chiu Man Kuen    | 2:0      | Desmond Douglas |
| Milan Orlowski   | 1:2      | Desmond Douglas |

| Platz | Spieler          | Spiele | Sätze | Punkte |
| ----- | ---------------- | ------ | ----- | ------ |
| 1     | Mikael Appelgren | 3      | 6:0   | 6      |
| 2     | Chiu Man Kuen    | 3      | 3:4   | 4      |
| 3     | Milan Orlowski   | 3      | 3:5   | 4      |
| 4     | Desmond Douglas  | 3      | 2:5   | 4      |

### Gruppe 4
|                  | Ergebnis |                  |
| ---------------- | -------- | ---------------- |
| István Jónyer    | 2:0      | Park Lee Hee     |
| István Jónyer    | 1:2      | Jacques Secrétin |
| István Jónyer    | 2:0      | Paul Pinkewich   |
| Park Lee Hee     | 2:0      | Jacques Secrétin |
| Park Lee Hee     | 2:0      | Paul Pinkewich   |
| Jacques Secrétin | 2:1      | Paul Pinkewich   |

| Platz | Spieler          | Spiele | Sätze | Punkte |
| ----- | ---------------- | ------ | ----- | ------ |
| 1     | István Jónyer    | 3      | 5:2   | 5      |
| 2     | Park Lee Hee     | 3      | 4:2   | 5      |
| 3     | Jacques Secrétin | 3      | 4:4   | 5      |
| 4     | Paul Pinkewich   | 3      | 1:6   | 3      |

## Hauptrunde
|  | Viertelfinale    | Viertelfinale |                  |                  | Halbfinale       | Halbfinale |  |  | Finale | Finale |
|  |                  |               |                  |                  |                  |            |  |  |        |        |
|  |                  |               |                  |                  |                  |            |  |  |        |        |
|  | Guo Yuehua       | 3             |                  |                  |                  |            |  |  |        |        |
|  | Guo Yuehua       | 3             |                  |                  |                  |            |  |  |        |        |
|  | Park Lee Hee     | 0             |                  |                  |                  |            |  |  |        |        |
|  | Park Lee Hee     | 0             | Guo Yuehua       | 3                |                  |            |  |  |        |        |
|  |                  |               | Guo Yuehua       | 3                |                  |            |  |  |        |        |
|  |                  | István Jónyer | 1                |                  |                  |            |  |  |        |        |
|  | Seiji Ono        | István Jónyer | 1                | 0                |                  |            |  |  |        |        |
|  | Seiji Ono        |               |                  | 0                |                  |            |  |  |        |        |
|  | István Jónyer    | 3             |                  |                  |                  |            |  |  |        |        |
|  |                  |               | Guo Yuehua       | 3                |                  |            |  |  |        |        |
|  |                  |               |                  | Mikael Appelgren | 0                |            |  |  |        |        |
|  | Mikael Appelgren | 3             |                  |                  |                  |            |  |  |        |        |
|  | Chiu Man Kuen    | 0             |                  |                  |                  |            |  |  |        |        |
|  | Chiu Man Kuen    | 0             | Mikael Appelgren | 3                |                  |            |  |  |        |        |
|  |                  |               | Mikael Appelgren | 3                | Spiel um Platz 3 |            |  |  |        |        |
|  |                  | Xie Saike     | 0                |                  |                  |            |  |  |        |        |
|  | Eric Boggan      | Xie Saike     | 0                | 2                | István Jónyer    | 1          |  |  |        |        |
|  | Eric Boggan      |               |                  | 2                | István Jónyer    | 1          |  |  |        |        |
|  | Xie Saike        | 3             |                  | Xie Saike        | 2                |            |  |  |        |        |
|  | Xie Saike        | 3             |                  |                  | 2                |            |  |  |        |        |
|  |                  |               |                  |                  |                  |            |  |  |        |        |

## Platzierungsspiele
| um Platz | Spieler 1        | Ergebnis | Spieler 2      | um Platz | Spieler 1       | Ergebnis | Spieler 2        |
| -------- | ---------------- | -------- | -------------- | -------- | --------------- | -------- | ---------------- |
| 5–6      | Park Lee Hee     | 2:0      | Seiji Ono      | 5        | Park Lee Hee    | 2:0      | Chiu Man Kuen    |
| 5–6      | Chiu Man Kuen    | 2:1      | Eric Boggan    | 7        | Eric Boggan     | 2:1      | Seiji Ono        |
| 9–10     | Vong Iu Veng     | 2:1      | Gábor Gergely  | 9        | Vong Iu Veng    | 2:1      | Jacques Secrétin |
| 9–10     | Jacques Secrétin | 2:1      | Milan Orlowski | 11       | Gábor Gergely   | 2:0      | Milan Orlowski   |
| 13–14    | Andrzej Grubba   | 2:0      | Juan Vila      | 13       | Desmond Douglas | 2:-      | Andrzej Grubba   |
| 13–14    | Desmond Douglas  | 2:0      | Paul Pinkewich | 15       | Paul Pinkewich  | 2:1      | Juan Vila        |